# Rubén Salazar Gómez
Rubén Salazar Gómez, né le 22 septembre 1942 à Bogota, est un théologien, philosophe et prélat catholique colombien, archevêque de Bogota de 2010 à 2020. En 2012, il est créé cardinal par le pape Benoît XVI.

## Biographie

### Études et prêtrise
Rubén Salazar Gómez effectue ses études secondaires et le cycle de philosophie de sa formation sacerdotale au séminaire San Joaquin d'Ibagué.
Il obtient ensuite sa licence en théologie à l'université pontificale grégorienne de Rome et une licence en écritures saintes à l'institut biblique pontifical. 
Il est ordonné prêtre le 20 mai 1967 pour l'archidiocèse d'Ibagué. 
Il exerce ensuite différents ministères, tant dans son diocèse qu'au sein de la Conférence épiscopale de Colombie. 

### Évêque
Le pape Jean-Paul II le nomme évêque de Cúcuta le 11 février 1992. Il reçoit la consécration épiscopale des mains de Paolo Romeo, alors nonce apostolique en Colombie (en) le 25 mars suivant. 
De 1996 à 1999, il est président de la commission épiscopale pour la doctrine de la Conférence épiscopale de Colombie.
Le 18 mars 1999, il est transféré à l'archidiocèse de Barranquilla. Le 8 juillet 2010, Benoît XVI lui confie la direction de l'archidiocèse de Bogota. 
Il est également président de la Conférence épiscopale de Colombie depuis 2008 et est réélu en 2011. En juillet 2014, la conférence élit Luis Augusto Castro Quiroga (es) pour lui succéder. Il est également vice-président du CELAM pour la période 2011-2015. Puis, le 14 mai 2015, il en devient président pour une durée de quatre ans.
Il se retire de sa charge archiépiscopale le 25 avril 2020.

### Cardinal
Le 24 octobre 2012, à l'issue de l'audience générale, Benoît XVI annonce qu'il le créera cardinal, avec cinq autres prélats, lors d'un consistoire qui se tiendra le 24 novembre suivant,.
Le 24 novembre 2012, le pape préside son cinquième consistoire ordinaire public et élève Rubén Salazar Gómez au Collège des cardinaux avec le titre de cardinal-prêtre de San Gerardo Maiella. Gómez participe au conclave de 2013 qui élit François.
Le 16 décembre 2013, il est nommé par le pape membre de la Congrégation pour les évêques.
Il atteint la limite d'âge le 22 septembre 2022, ce qui l'empêche de participer aux votes du prochain conclave.

## Succession apostolique
Rubén Salazar Gómez a ordonné les évêques suivants :
- Évêque Victor Antonio Tamayo Betancourt (en) (2004)
- Évêque Pedro Manuel Salamanca Mantilla (es) (2015)
- Évêque Luis Manuel Alí Herrera (es) (2015)
- Évêque Luis Augusto Campos Flórez (de) (2020)